# ГЕС Mactaquac
ГЕС Mactaquac – гідроелектростанція у канадській провінції Нью-Брансвік. Знаходячись після ГЕС Beechwood, становить нижній ступінь каскаду на річці Сент-Джон, яка починається у штаті Мен (США) та впадає до відомої своїми рекордними припливами затоки Фанді (частина Менської затоки між південним узбережжям Нью-Брансвіку та півостровом Нова Шотландія).
В межах проекту річку перекрили кам’яно-накидною греблею із глиняним ядром висотою 55 метрів та довжиною 518 метрів, яка утримує витягнуте по долині Сент-Джон на 96 км водосховище з площею поверхні 57 км2 та об’ємом 1308 млн м3.
Біля лівого берегу розташована бетонна секція, котра включає водоскиди та пригреблевий машинний зал. Основне обладнання станції становлять шість турбін типу Каплан потужністю по 112 МВт, які забезпечують виробництво 680 млн кВт-год електроенергії на рік.